# 31 Orionis
31 Orionis (31 Ori / CI Orionis) es una estrella en la constelación de Orión de magnitud aparente +4,71.
Se encuentra a 508 años luz del sistema solar.
31 Orionis es una gigante naranja de tipo espectral K5III.
Tiene una temperatura efectiva de 3930 K
y brilla con una luminosidad bolométrica —que incluye la radiación infrarroja emitida— 809 veces mayor que la luminosidad solar.
De gran tamaño, su radio es 58 veces más grande que el del Sol, lo que corresponde al 70% de la órbita de Mercurio.
Su masa es 3,5 veces mayor que la masa solar y tiene una edad estimada de 280 millones de años.
Terminó la fusión de su hidrógeno interno hace unos 30 millones de años y en la actualidad fusiona helio.
Su abundancia relativa de hierro ([Fe/H] = -0,30) es la mitad que la del Sol.
En el pasado se pensó que era una estrella variable —por ello recibe la denominación de CI Orionis—, pero hoy su variabilidad parece descartada.
31 Orionis tiene una compañera visual separada de ella 12,7 segundos de arco.
Aunque prácticamente no se observado movimiento orbital, ambas estrellas se han movido de forma conjunta por el espacio durante 175 años, por lo que se piensa que constituyen un sistema binario.
A partir de su brillo, se puede deducir que la acompañante es una estrella blanca de la secuencia principal de tipo A8.
La separación angular entre ambas estrellas se traduce en una separación real de al menos 2000 UA, lo que implica un período orbital de más de 40.000 años.